# László Tőkés
László Tőkés (ur. 1 kwietnia 1952 w Klużu-Napoce) – rumuński duchowny i polityk narodowości węgierskiej, biskup Kościoła Ewangelicko-Reformowanego z Siedmiogrodu, represjonowany jako opozycjonista w czasach rządów Nicolae Ceaușescu w Rumuńskiej Republice Ludowej. Poseł do Parlamentu Europejskiego VI, VII i VIII kadencji.

## Życiorys

### Działalność do 1990
Z wykształcenia teolog protestancki, ukończył w 1975 studia w Institutul Teologic Protestant w Klużu. Początkowo pracował jako duchowny w Braszowie i Dej. W 1986 jako pastor rozpoczął pracę w Timișoarze.
W 1989 był jedną z pierwszych osób, które wypowiadały się przeciw likwidacji siedmiogrodzkich wsi, które w przeważającej mierze zamieszkiwali Węgrzy. Spotkało się to z reakcją władz kościelnych i państwowych. W jego obronie wystąpił wówczas Lech Wałęsa, publikując specjalny list. Po jego stronie opowiedzieli się również parafianie. Od 1 grudnia mieszkanie i kościół pastora znajdowały się pod ścisłym nadzorem wojska i funkcjonariuszy Securitate.
W okolicy rozpoczęły się demonstracje niezadowolonej ludności. 15 grudnia zebrało się około 1500 osób. Przybyła również delegacja władz, pastorowi obiecano wsparcie materialne i pomoc w opiece nad ciężarną żoną. 16 grudnia rosnąca grupa manifestantów zażądała pisemnej gwarancji o jego nieprzenoszeniu. Jednocześnie wzrastała liczba demonstrantów rumuńskich, którzy głosili hasła antykomunistyczne. W rezultacie doszło do interwencji ze strony funkcjonariuszy milicji; 17 grudnia duchownego zatrzymano i wywieziono do miejscowości Menyő. Protesty te należały do jednych z pierwszych wydarzeń rewolucji w Rumunii.

### Działalność od 1990
W 1990 László Tőkés został biskupem diecezji Oradea Mare. Wybrano go na jednego z przewodniczących Synodu Kościoła Reformowanego w Rumunii. W 1997 został członkiem prezydium Światowego Kongresu Węgierskich Ewangelików Reformowanych.
W 2007 László Tőkés jako niezależny kandydat wziął udział w wyborach do Parlamentu Europejskiego. Po uzyskaniu mandatu zasiadał we frakcji zielonych i regionalistów. W wyborach w 2009 z powodzeniem ubiegał się o reelekcję z ramienia centroprawicowej Węgierskiej Unii Demokratycznej w Rumunii. W VII kadencji PE przystąpił do grupy Europejskiej Partii Ludowej, Komisji Kultury i Edukacji, Podkomisji Praw Człowieka oraz Delegacji do spraw stosunków z Albanią, Bośnią i Hercegowiną, Serbią, Czarnogórą i Kosowem. W 2014 przyjął propozycję kandydowania w wyborach europejskich na Węgrzech z listy koalicji Fidesz-KDNP, uzyskując mandat eurodeputowanego VIII kadencji.